# Warschauer Straße
La Warschauer Straße (rue de Varsovie) est une grande avenue de Berlin en Allemagne.

## Situation et accès
Cette voie qui est située dans le quartier de Friedrichshain dans le centre de Berlin, commence à la porte de Francfort au nord et s'étend sur 1,6 km au sud jusqu'à l'intersection de l'Oberbaumbrücke, de la Mühlenstraße et de la Stralauer Allee. La rue est une section de la Bundesstraße 96a et du périphérique de la ville, le Innerstadtring. 
La gare Warschauer Straße, sur les trajets du S-Bahn et du U-Bahn, est située au sud de la Warschauer Straße. La station Warschauer Straße est un arrêt sur les lignes S-Bahn S3, S5, S7 et S9 et comme terminal des lignes U-Bahn U1 et U3.

## Origine du nom
Elle porte le nom de Varsovie, la capitale de la Pologne.

## Historique
Initialement elle est désignée comme la « rue n° 11 » dans la section XIV du plan de développement des environs de Berlin et, le 23 février 1874, elle prend le nom de « Warschauer Straße »  du nom de la métropole polonaise, qui appartenait encore à l'époque à l'Empire russe. 

## Bâtiments remarquables et lieux de mémoire

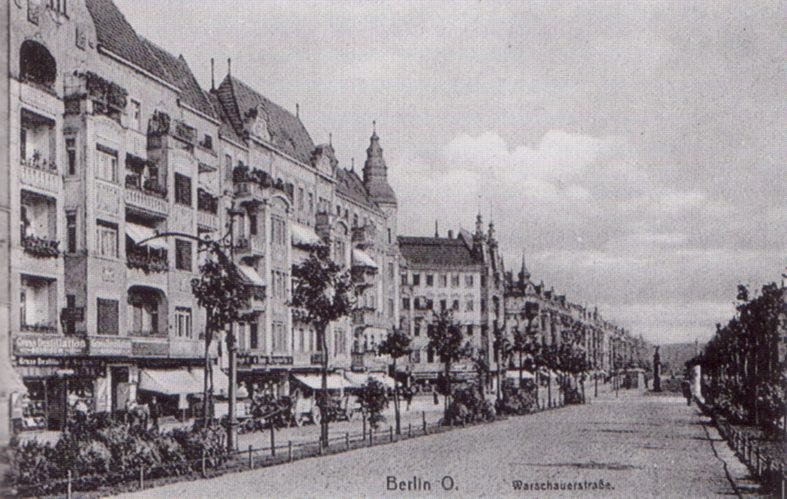
L'avenue en 1910.
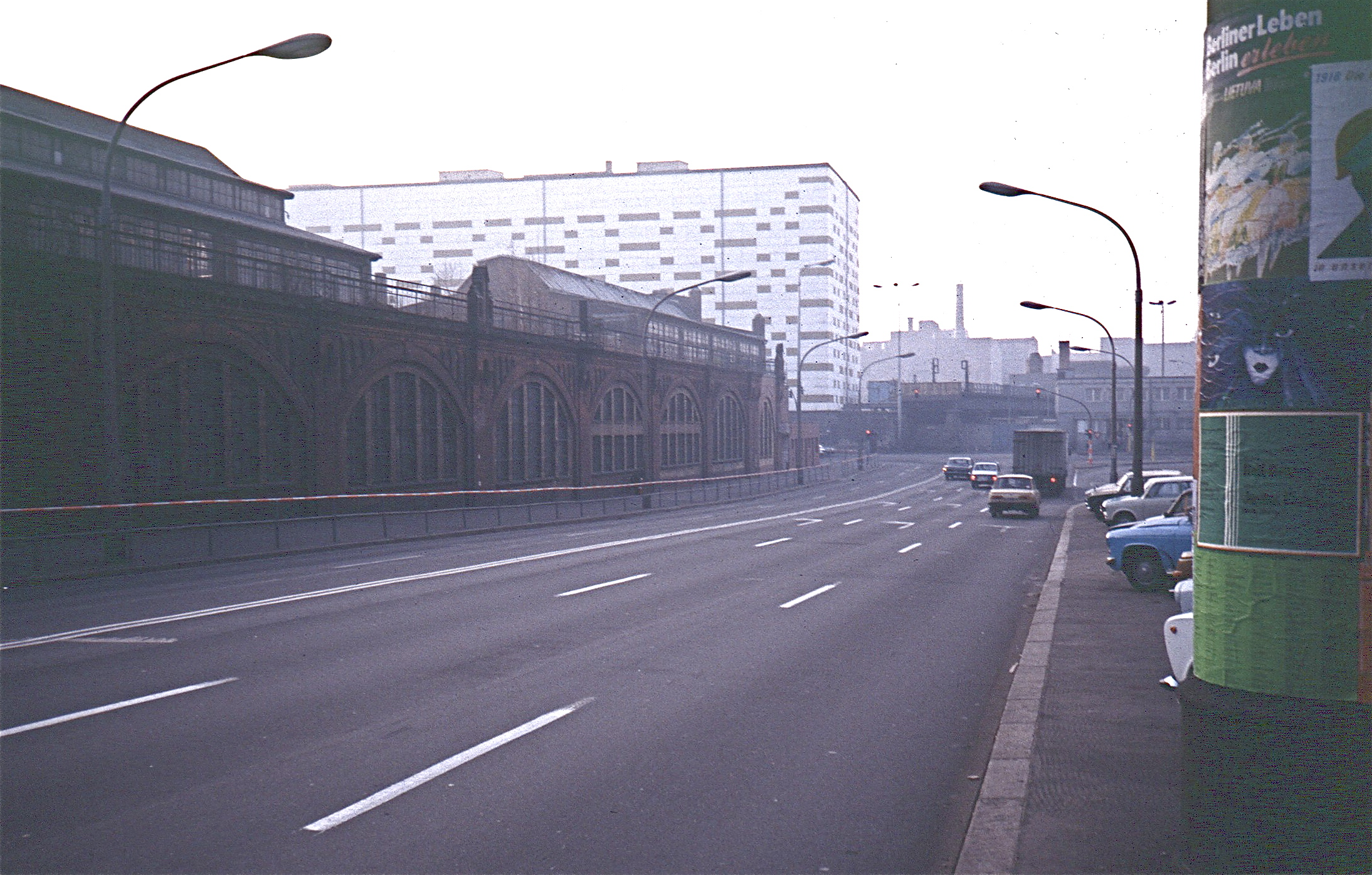
Deux ans avant la réunification.
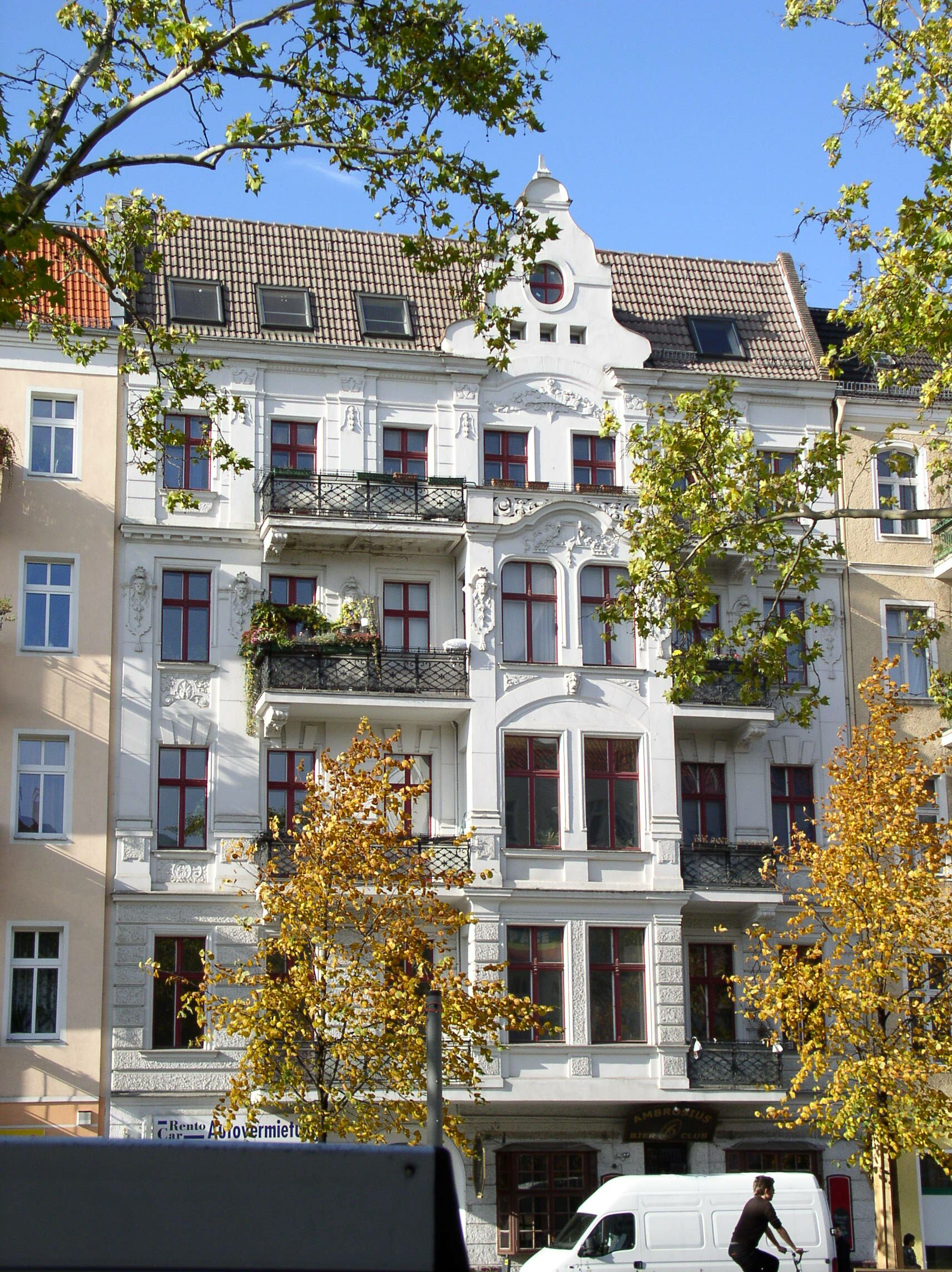
N°26.
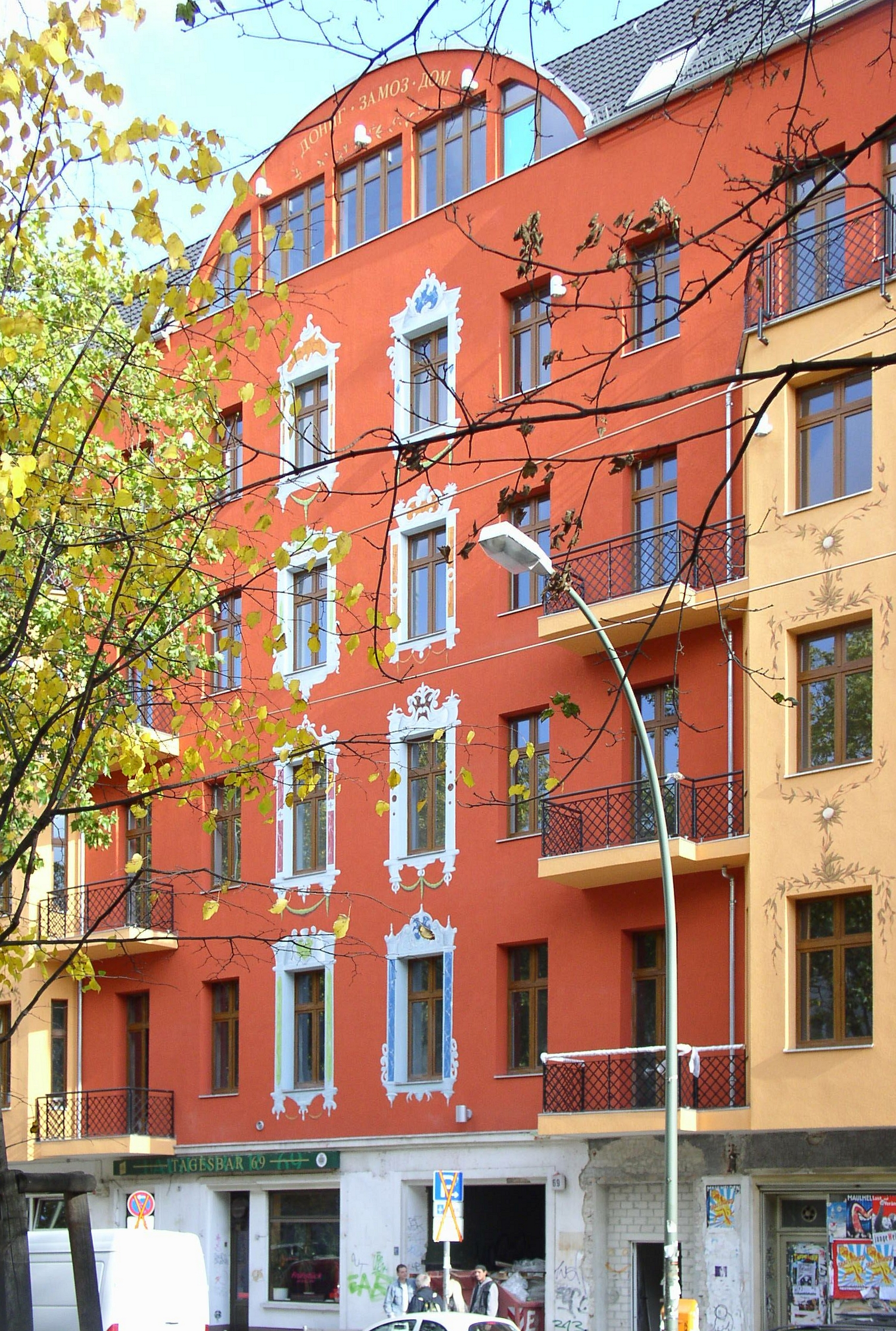
Bâtiment rénové, 2004.
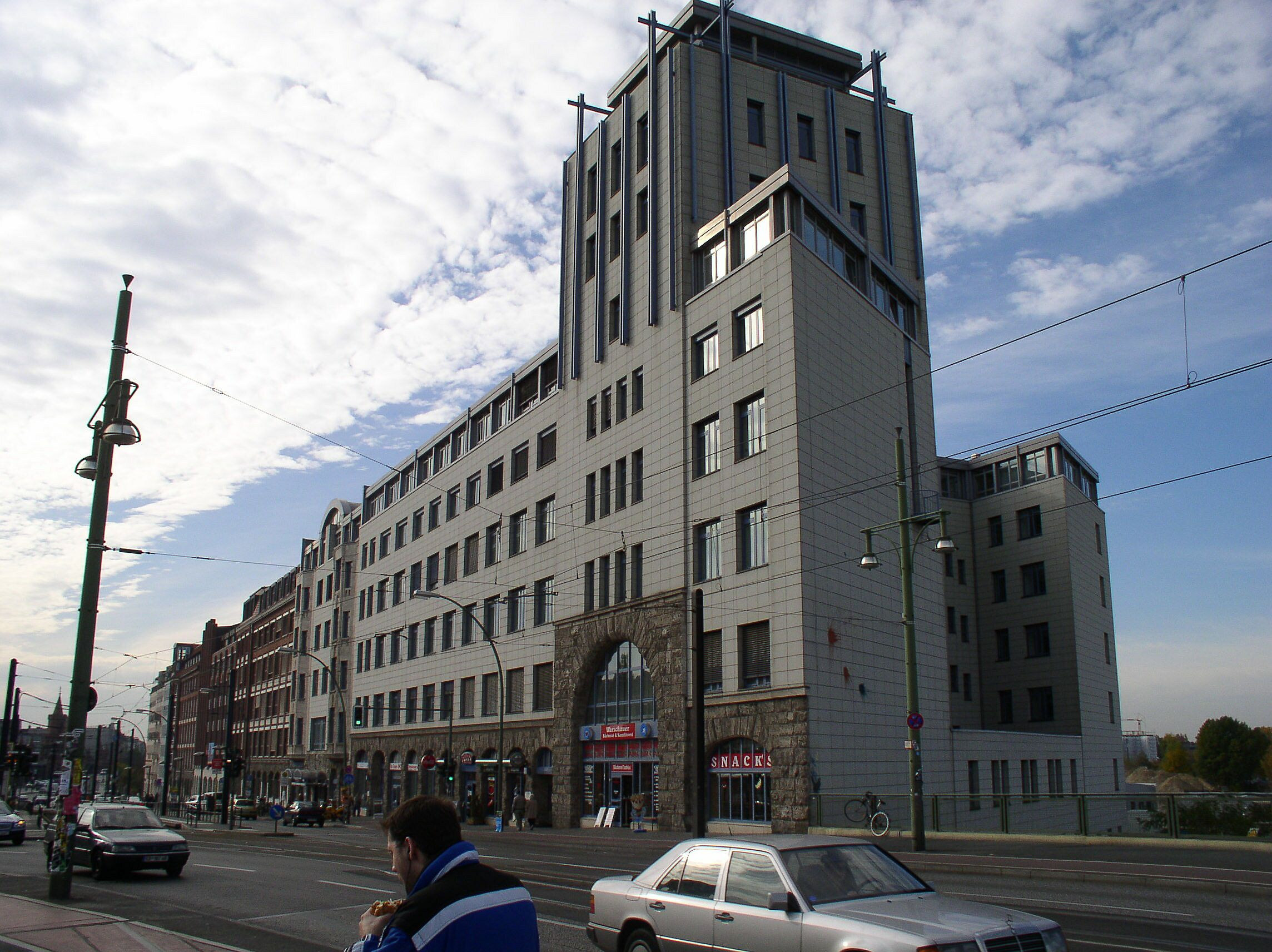
Palais de l'industrie.